# 김석원 (군인)
김석원(金錫源, 일본식 이름: 金山錫源(가네야마 샤쿠겐), 1893년 9월 29일 ~ 1978년 8월 6일)은 일본군 장교를 지낸 대한민국 국군의 육군 군인, 대한민국의 정치인, 교육자이다.

## 학력
- 일본 육군사관학교 27기
- 대한민국 육군사관학교 특3기
- 조선경비보병학교 졸업
- 통위부 보병학교 졸업
- 국방부 보병학교 졸업
- 대한민국 호국군사관학교 1기
- 대한민국 육군보병학교 졸업
- 대한민국 육군포병학교 졸업

## 생애
한성부에서 태어난 김석원은 1909년 일본에 유학하여 1913년 일본 육군사관학교에 입학했다. 1915년 일본 육사를 제27기로 졸업하고 1917년에는 보병 소위로 임관했다. 그는 1931년 만주사변이 일어났을 때 중대장으로 화려한 전과를 기록했고, 1937년 중일 전쟁 때는 대대장으로 출전했다. 일본군에서 제대할 때까지 별은 달지 못했으며, 최종 계급은 일본군 대좌(대령)였으므로 중장이었던 홍사익에 이어 일본군에 복무한 조선인 중 최고위급 인물이다.
김석원은 일본군 장교로 근무한 정도를 지나 침략 전쟁에 일선 지휘관으로 적극 뛰어들어서 훈장을 받았고, 그가 세운 대부분의 전공은 중국군을 상대로 한 것이다. 흔히 그가 만주 지역에서 독립군을 상대로 전투를 벌였다고 주장하나 이는 사실이 아니다. 김석원은 2개 중대의 병력으로 1개 사단의 중국군을 쫓아버리는 등 눈에 뜨이는 전공을 올려 〈김부대장 분전기〉, 〈김석원 부대 격전기〉, 〈전진여담(戰塵餘談)〉 등의 기사가 언론을 통해 소개됐다.
그리고 실제로 위에서 거론한 <김 부대의 분전기(金 部隊의 奮戰記, 매일신보, 1938년 3월 11일 3면 1단)>, <전진여담(매일신보, 1939년 3월 29일 3면 3단)> 등은 모두 만주에서의 독립군 토벌이 아닌 중국 북부 전선에서의 국민당군과의 싸움에서 올린 전공을 다룬 것이다. 태평양 전쟁 때는 학병으로 참전할 것을 권유하는 강연회에 이응준 등과 함께 참가하기도 했다.
1945년 광복 당시에는 대좌 계급으로 평양에서 근무하고 있었는데, 광복 후 바로 상경하여 이응준이 위원장을 맡은 조선임시군사위원회에 참가했다. 이 조직은 일본 육사 출신의 장교 모임인 계림회가 주도하여 조직한 군사 단체였다. 그는 대한민국 국군 대령으로 임관하여 일본군이나 만주국군 출신 인사가 국군의 중추를 형성하게 하는데 기여했다.
1949년 10월 한국군이 북한 상인과 북한산 북어를 밀무역하여 이익을 챙긴 이른바 '북어 사건'이 일어나자 이를 두고 국방부 참모총장이었던 채병덕 장군을 거론하였다가 강제 예편 당하였다. 이듬해 한국 전쟁이 일어나자 사단장으로 현역 복귀하여 조선인민군과 전투를 벌였다.
브루스 커밍스 박사는 그가 김일성의 아내 김혜순의 죽음과 상관이 있다는 루머가 있다고 말했다. 그러나 이는 아무 근거없는 낭설에 불과하며, 저명한 학자의 명성에 걸맞지 않는 무책임하기 짝이 없는 주장이다. 일본 관동군 노조에 마사노리(野副昌德, 1887~1981) 소장이 이끈 노조에(野副) 토벌대 산하 나가시마(長島玉次郞) 공작대가 동북항일연군 토벌 작전 중 1940년 4월에 제2방면군장(第二方面軍長) 김일성의 처라는 김혜순(金惠順)을 체포하였다. 1940년 7월 5일자 조선일보가 체포된 김일성의 처 김혜순(金惠順)에 대해 보도했는데, 김혜순이 전향하여 항일연군 귀순을 위한 선무 공작 제1선에 나섰다고 하였다. 이명영(李命英, 1928-2000)이 1970년 일본에서 나가시마 다마지로(長島玉次郞)를 직접 만나 당시 일에 대해 증언을 들은 바로는 김혜순은 나가시마의 집에서 같이 머물며 그 부인과도 친하게 지냈다고 한다. 탈북한 장해성 국제펜 망명북한펜센터 이사장이 북한에 있을 때 김정숙 이전 빨치산 시절 김일성의 처였던 김혜순(金惠順)을 1980년대 중반에 만나서 인터뷰한 내용을 소개한 글을 보면 그녀는 당시까지 북한에 생존해 있었던 것이 분명하므로 김석원보다 더 오래 살았다. 더구나 김석원이 김혜순을 만날 일도 전혀 없었던 것을 고려하면 커밍스의 주장은 전적으로 잘못된 것이다. 재미 언론인이었던 문명자(1930 ~ 2008)가 북한 김일성 사망 직후인 1994년 7월 25일 평양 고려호텔에서 김일성과 같이 항일 빨치산 활동을 했다는 박정숙(78세)과 김혜순(77세)을 인터뷰 했는데, 두 사람 모두 조선일보의 김일성 처 김혜순 체포 기사에 나왔던 사람들과 이름이나 나이가 일치하므로 같은 사람들이다.
북한에서는 한국 전쟁의 발발 원인을 미군 주도의 북침으로 보고 있으며, 이때 북침 계획 과정에 참가한 대한민국 국군 측 인물로 김석원을 언급하고 있다. 또한 김일성의 항일 투쟁 경력과 대한민국 국군 장성을 지낸 김석원의 독립 운동 탄압 경력을 종종 대비시키고 있는데, 보천보 사건 이후 김석원이 김일성 부대 토벌에 나서면서 함흥에서 혈서로 쓴 "무운장구"라는 깃발을 들고 성대한 장행식을 가졌다가 결국 패퇴했다는 등의 일화가 인용된다. 그러나 당시 복무 기록 등에는 김석원이 함흥에 있었다는 기록이 없다. 또한 북한 측이 일본군 74연대와 김일성 부대 사이의 "간삼봉 전투"가 있었다고 하는 날짜(1937년 6월 30일) 직후인 1936년 7월 15일자 동아일보는 "78연대 소속 대대장인 김석원 소좌"가 탑골공원에서 시국강연회를 했음을 보도하고 있다. 일본어 버전 역시 간삼봉에 김석원이 참가했다는 주장에 대해 언급하고 있지 않다. 실제 간삼봉 전투가 일부 일본군 파견대와 김일성 부대 사이의 소소한 총격전 수준이었다는 점을 고려할 필요가 있다.
소위 간삼봉 전투에서 동북항일연군 6사장 김일성 부대와 맞붙었던 일본군을 실제로 지휘한 사람은 서울 용산연대(20사단 78연대)의 김석원이 아니라, 그와 일본 육사 동기로 당시 함흥연대(19사단 74연대) 소속이었던 김인욱(金仁旭, 1892- ?) 소좌였다. 이는 당시 신문 기사에서도 확인이 되며, 여러 사람들의 연구에 의해서도 잘 밝혀져 있다. 극작가 오영진(吳泳鎭, 1916-1974)은 처남의 장인이 김인욱이라 당시 일에 대해서 김인욱 본인의 말을 정확히 전해 들었던 사람이다. 해방 직후 평양에 있을 때 김일성과 몇 차례 만나 얘기를 나눌 기회가 있었는데, 당시 일에 대해서 이야기 하다 김일성이 김인욱 아닌 김석원이 당사자인 것처럼 말하는 것을 듣고, 그의 진실성을 의심하게 되었다고 한다.
1956년 예편한 뒤 이후 동업자 원윤수와 함께 설립한 성남고등학교 교장을 지냈으며 대한민국 제5대 국회의원도 역임했다.
2002년 민족정기를 세우는 국회의원모임이 선정한 친일파 708인 명단과 2008년 민족문제연구소가 정리한 친일인명사전 수록예정자 명단, 2009년 친일반민족행위진상규명위원회가 발표한 친일반민족행위 705인 명단에 모두 포함되었다. 민족문제연구소의 목록에는 일본 육군사관학교를 졸업하고 일본 제국 육군 중위로 참전했다가 필리핀에서 전사한 그의 차남 김영수도 함께 포함되어 있다. 이에 따라 2003년에 성남고등학교에 세워진 그의 동상이 철거되었다.
저서로 회고록인 《노병의 한(恨)》(1977)을 남겼다. 회고록에서 김석원은 자신의 친일 행적에 대해 "어떤 경우는 무지했던 탓으로 또 어떤 경우는 올바른 인생관과 올바른 세계관을 못 가졌던 탓으로 그동안 내가 저지른 잘못은 많다 할 것이다. 그중에서도 이유야 어쨌든 일제 식민지 시대에 오래토록 일본군인 노릇을 했다는 것은 나의 생애 중에서 가장 큰 불명예라 생각되는 것이다."라고 반성했다.

## 역대 선거 결과
|  | 28.05% |

|  | 46.30% |

## 같이 보기
- 일본육군사관학교
- 성남고등학교
- 성남중학교

## 참고 자료
- 반민족문제연구소 (1993년 3월 1일). 〈김석원 : 일본 군국주의의 화신, 가네야마 대좌 (임중)〉. 《친일파 99인 2》. 서울: 돌베개. ISBN 978-89-7199-012-4.
- 김석원 - 대한민국헌정회
- 大韓民國 國軍 Noblesse oblige[깨진 링크(과거 내용 찾기)]